# Malou Reymann
Malou Leth Reymann (født 27. februar 1988) er en dansk filminstruktør og manuskriptforfatter. Hun vandt VPRO Big Screen Award fra Rotterdam International Film Festival i 2021 og Dreyer Prisen 2021, begge for filmen En helt almindelig familie.
Reymann har en baggrund som skuespiller og havde sin debut i tv-serien Ørnen. Udover sin skuespil-karriere har hun også gjort sig bemærket som instruktør (debut: Maskebal) og stilfotograf på flere mindre projekter. Reymann læser litteraturvidenskab på Københavns Universitet.
I 2008 var hun med til Cannes Filmfestival som Danmarks repræsentant i Prix de la Jeunesse, et projekt med i alt 27 unge europæiske talenter.
Malou Leth Reymann var nomineret til årets Bodil 2010 for bedste kvindelige hovedrolle og årets Robert 2010 for bedste kvindelige birolle. Begge nomineringer var for rollen som Barbara i Hella Joofs spillefilm Se min kjole. Reymann har desuden været med i New Danish Screen-novellefilmene Liv og Ung mand falder, som begge vandt en Robert i henholdsvis 2007 og 2008.

## Filmografi

### Instruktør
Spillefilm:
- En helt almindelig familie (2020)
- Ustyrlig (2022)

Kortfilm:
- Maskebal (2008)
- 13 (2010)
- Dem man elsker (2012)
- Seksten en halv time (2013)
- Afvej (2015)

### Skuespiller

#### Spillefilm
- Hvid nat (2007) – Malene
- Ung mand falder (2007) - Irene
- Applause (2009)
- Se min kjole (2009) – Barbara
- Vanvittig forelsket (2009) – Veninde
- Dirch (2011) – Bente Askjær.

#### Tv-serier
- Ørnen, afsnit 4, 12, 17, 18 (2004 – 2006)
- Klovn, sæson 4, afsnit 1 (2005)
- Den 2. side (2010)
- Broen, afsnit 9. 2011